# Ulla Jones

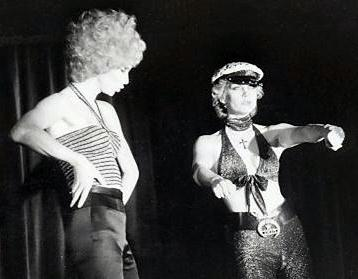
Christer Lindarw (vänster) och Jones gör "Leader of the Pack" i Wild side story 1976.

Ulla Agneta Jones, född Andersson, även känd som Ulla Andersson och Ulla Andesong, född 18 juni 1946, är en svensk fotomodell. Hon var 1967–1974 gift med musikern och producenten Quincy Jones och fick med honom två barn: film- och musikproducenten Quincy Delight Jones III och dansaren och modellen Martina Jones.
Ulla Jones upptäcktes som 15-åring i Stockholm av Eileen Ford, som kontrakterade henne som mannekäng och fotomodell. Därefter fick hon en internationell modellkarriär som startade i Paris men senare ledde henne till USA, där hon gifte sig med Quincy Jones. Alltjämt gift återvände hon själv till Sverige och bosatte sig i södra Stockholm. 1974 upplöstes äktenskapet.
År 1979 gav Ulla Jones ut LP:n No Time-No Space-No Age-No Race med största delen egenskriven text och musik. Producenter var Lars Samuelson och Björn J:son Lindh och många av dåtidens främsta studiomusiker medverkade. Hon spelade en av huvudrollerna i den första svenska uppsättningen av Wild side story på diskoteket Alexandra's i Stockholm, varvid hon fick goda recensioner.
År 2001 gav hon ut sina memoarer Red carpet blues – Insidan av en Outsider.